# MVV in het seizoen 1965/66
Het seizoen 1965/1966 was het 12e jaar in het bestaan van de Maastrichtse betaaldvoetbalclub MVV. De club kwam uit in de Eredivisie en eindigde daarin op de 15e plaats. Tevens deed de club mee aan het toernooi om de KNVB Beker, hierin werd in de tweede ronde verloren van Telstar (0–2).

## Wedstrijdstatistieken

### Eredivisie
|       | ADO   | Ajax  | DOS   | DWS   | Elinkwijk | Feijenoord | Fortuna '54 | Go Ahead | GVAV  | Heracles | PSV   | Sparta | Telstar | FC Twente '65 | Willem II |
| ----- | ----- | ----- | ----- | ----- | --------- | ---------- | ----------- | -------- | ----- | -------- | ----- | ------ | ------- | ------------- | --------- |
| Thuis | 0 – 3 | 0 – 1 | 2 – 2 | 0 – 1 | 1 – 0     | 0 – 2      | 5 – 0       | 1 – 0    | 1 – 0 | 2 – 2    | 1 – 1 | 2 – 4  | 0 – 1   | 3 – 2         | 3 – 1     |
| Uit   | 4 – 0 | 1 – 1 | 2 – 2 | 4 – 1 | 2 – 2     | 2 – 1      | 3 – 3       | 2 – 2    | 2 – 0 | 1 – 0    | 2 – 1 | 7 – 2  | 3 – 1   | 0 – 0         | 2 – 0     |

### KNVB Beker
| Groepsfase                                       | MVV                                                   | 3 – 1 (1 – 0) | Sittardia                               |
| 19 september 1965 Plaats: Maastricht De Geusselt | Bert Willems 11' Willy Brokamp 73' Henk Brinkhuis 88' |               | 83' Frans Guns                          |
| Groepsfase                                       | Limburgia                                             | 1 – 3 (0 – 0) | MVV                                     |
| 7 november 1965 Plaats: Brunssum Venweg          | Joep Beckers 77' (pen.)                               |               | 62', 85' Willy Brokamp 74' Bert Willems |
| Groepsfase                                       | Roda JC                                               | 0 – 1 (0 – 1) | MVV                                     |
| 2 januari 1966 Plaats: Kerkrade Kaalheide        |                                                       |               | 25' Werner Weigel                       |
| 2e ronde                                         | Telstar                                               | 2 – 0 (2 – 0) | MVV                                     |
| 10 maart 1966 Plaats: Velsen Schoonenberg        | Carlos Wisnesky 10' Ruud Geels 16'                    |               |                                         |

## Statistieken MVV 1965/1966

### Eindstand MVV in de Nederlandse Eredivisie 1965 / 1966
| Stand | Gespeeld | Gewonnen | Gelijk | Verloren | Punten | Doelpunten voor | Doelpunten tegen |
| ----- | -------- | -------- | ------ | -------- | ------ | --------------- | ---------------- |
| 15e   | 30       | 6        | 9      | 15       | 21     | 36              | 56               |

### Topscorers
| #                 | Naam            | Goal |
| ----------------- | --------------- | ---- |
| 1.                | Willy Brokamp   | 13   |
| 2.                | Werner Weigel   | 5    |
| 3.                | Willi Bergstein | 3    |
| 3.                | Jo Bonfrère     | 3    |
| 3.                | Michel Thal     | 3    |
| 6.                | Henk Brinkhuis  | 2    |
| 6.                | Jan Druyts      | 2    |
| 6.                | Bert Willems    | 2    |
| 9.                | John Fredrix    | 1    |
| 9.                | Zef Geurten     | 1    |
| Onbekend doelpunt |                 |      |
| –                 | Onbekend        | 1    |
| Totaal            | Totaal          | 36   |

| #      | Naam           | Goal |
| ------ | -------------- | ---- |
| 1.     | Willy Brokamp  | 3    |
| 2.     | Bert Willems   | 2    |
| 3.     | Henk Brinkhuis | 1    |
| 3.     | Werner Weigel  | 1    |
| Totaal | Totaal         | 7    |

## Voetnoten
ADO ·
Ajax ·
DOS ·
DWS ·
Elinkwijk ·
Feijenoord ·
Fortuna '54 ·
Go Ahead ·
GVAV ·
Heracles ·
MVV ·
PSV ·
Sparta ·
Telstar ·
FC Twente '65 ·
Willem II